# Jürgen Brähmer
Jürgen Brähmer (født 5. oktober 1978 i Stralsund, Øst-Tyskland (nu Tyskland) er en tysk professionel bokser. Han er to-gange tidligere letsværvægts-verdensmester, der har været indehaver af WBO-titlen fra 2009 til 2011 og WBA-titlen (almindelig) fra 2013 til 2016. Derudover har han haft den europæiske letsværvægtstitel to gange i 2009 og 2013.

## Amatørkarriere
Som amatør fik Brähmer 95 sejre i 100 kampe, herunder sejre over Ricky Hatton i 1996, Felix Sturm i 1997 og Carl Froch i finalen om det tysk mesterskab i 1998.

## Professionelle karriere

### Tidlige karriere
Brähmer forblev ubesejret i sine første 27 professionelle kampe og tabte for første gang til tyske Mario Veit ved en tæt pointafgørelse i maj 2006. Brähmer fik revanche året efter ved at besejre Veit med en knockout i fjerde omgang. Brähmers første titeludfordring kom imod WBA letsværvægtsmester Hugo Garay. Brähmer startede kampen godt, men da runderne fortsatte, var Garay mere konsekvent, og han sikrede sig en enstemmig pointafgørelse i sidste ende. Kampen blev vist på ZDF.

### WBO letsværvægtsmester
Brähmer vandt EBU-titlen i sin næste kamp og slog Rachid Kanfouah med en teknisk knockout i 5. omgang. Brähmer vandt WBO-kampen interim-letsværvægtstitlen ved at knockoute Aleksy Kuziemski den 22. august 2009. Den 13. november 2009 blev Brähmer WBO-letsværvægt-verdensmester, efter at titlen blev ledig, da Zsolt Erdei rykkede op til cruiservægt. Brähmer forsvarede med succes titlen den 19. december 2009 ved at vinde en enstemmig afgørelse over Dmitry Sukhotsky og derefter igen i 2010 mod Mariano Plotinsky.
I januar 2010 blev Brähmer dømt til 16 måneders fængsel på grund af to separate tilfælde af overfald. I løbet af denne tid, udstedte WBO en midlertidig titel, som blev vundet af Nathan Cleverly. Brähmer skulle møde Cleverly den 21. maj 2011, men i ugen op til kampen trak Brähmer sig på grund af en øjenskade. Brähmer havde tidligere aflyst en kamp mod Beibut Shumenov med mindre end en uges varsel og citerede "akut gastrointestinal sygdom". På grund af hans tilbagetrækning fjernede WBO Brähmer fra hans titel og tildelte den til Cleverly.

### WBA (almindelig) letsværvægts-mester
Brähmer vendte tilbage til ringen i januar 2012 og slog Jose Maria Guerrero via en TKO i 4. omgang. Brähmer fortsatte ved at genvinde den europæiske titel mod Eduard Gutknecht i februar 2013.
Efter Beibut Shumenov blev forfremmet til supermester-status af WBA, fik Brähmer chancen for at kæmpe om den ledige WBA- (almindelige) titel. I december 2013 besejrede han Marcus Oliveira i Tyskland for at gøre krav på verdensmester-titlen. Han fortsatte med at forsvare den mod Enzo Maccarinelli, Roberto Bolonti, Pawel Glazewski, Robin Krasniqi, Konni Konrad og Eduard Gutknecht i en rematch og vandt fire af disse kampe på knockout. Brähmer tabte WBA-titlen den 1. oktober 2016 til Nathan Cleverly. Dette var hans syvende forsvar af titlen. Brähmer trak sig tilbage på sin skammel efter 6. omgang på grund af en skade. Efter kampen blev der talt om en rematch.

### World Boxing Super Series
I juli 2017 sluttede Brähmer sig til supermellemvægt World Boxing Super Series. Brähmer havde ikke kæmpet i supermellemvægt i omkring et årti. Han kæmpede mod Robert Brant i den første runde af turneringen og slog ham på point via en enstemmig afgørelse. Brähmer skulle møde Callum Smith i semifinalen, men trak sig pga. sygdom.